# Civitella Roveto
Civitella Roveto é uma comuna italiana da região dos Abruzos, província de Áquila, com cerca de 3 318 habitantes. Estende-se por uma área de 45 km², tendo uma densidade populacional de 73,2 hab/km². Faz fronteira com Canistro, Civita d'Antino, Filettino (FR), Luco dei Marsi, Morino.

## Demografia
| Variação demográfica do município entre 1861 e 2011                               |
|                                                                                   |
| Fonte: Istituto Nazionale di Statistica (ISTAT) - Elaboração gráfica da Wikipedia |